# Stadio Donato Curcio
Lo stadio comunale Donato Curcio è un impianto calcistico del comune italiano di Picerno, in provincia di Potenza.

## Descrizione
Principale impianto sportivo municipale per capienza e area superficiale, ospita le partite interne dell'AZ Picerno, principale squadra di calcio del territorio, che ne è altresì la concessionaria di gestione per conto dell'amministrazione comunale (effettiva titolare della proprietà).
L'arena dispone di due tribune, coperta, sui lati lunghi, costruite in cemento armato e che ospitano, nella tribuna distinti i tifosi di casa, mentre in tribuna stampa i locali tecnici e le zone per giornalisti, mentre in tribuna vip le autorità. Presente anche una piccola curva in cemento armato che funge da settore ospiti.
Quando venne inaugurato fu il secondo impianto in Basilicata in erba sintetica dopo quello di Venosa. Nel 2021, per permettere la partecipazione al campionato di Serie C, venne adeguato agli standard minimi della categoria con la costruzione della curva per il settore ospiti. Vennero inoltre posizionati nuovi seggiolini in tribuna centrale, rinnovate le panchine e installato un nuovo impianto di illuminazione. L'adeguamento dello stadio è stato realizzato grazie ai finanziamenti di Donato Curcio, imprenditore locale e presidente onorario dell'AZ Picerno, trasferitosi negli Stati Uniti e a cui è intitolato l'impianto sportivo.